# Histoire des Rams de Los Angeles
Vous pouvez aider à l'améliorer ou bien discuter des problèmes sur sa page de discussion.
- Certaines informations devraient être mieux reliées aux sources mentionnées dans la bibliographie ou les liens externes. Améliorez sa vérifiabilité en les associant par des références. (Marqué depuis janvier 2016)
- Il n’est pas rédigé dans un style encyclopédique. (Marqué depuis janvier 2016)
- La traduction est incomplète. (Marqué depuis janvier 2016)

Les Rams de Los Angeles sont une équipe professionnelle de football américain, précédemment connue en tant que Rams de Cleveland (entre 1941 et 1945) et Rams de Saint-Louis (de 1994 à 2015). 
Ils ont été localisés à Los Angeles entre 1946 et 1993 avant d'y revenir en 2016. Cet article relate l'histoire de l'équipe au cours de toutes ces périodes.

## Rams de Cleveland (1936-1945)
Les Rams de Cleveland sont fondés en 1936 en tant que membres de l'American Football League mais dès la saison suivante ils intègrent la National Football League (NFL).

## Rams de Los Angeles (1946-1994)

### 1946-1956
La demande adressée par Dan Reeves aux propriétaires des autres clubs de NFL pour pouvoir déplacer les Rams de Cleveland vers Los Angeles et d'y jouer au Los Angeles Memorial Coliseum, est refusée le 12 janvier 1946. Reeves menace alors de mettre fin aux relations avec la NFL,,. Après de multiples discussions, un accord est trouvé et la franchise peut déménager vers Los Angeles,,,. La NFL devient la première industrie professionnelle de divertissement sportif sur l'ensemble des États-Unis.
À cette époque, la NFL n'autorisait pas les Afro-Américains à jouer dans sa ligue. Les Rams ayant reçu l'autorisation de déménager à Los Angeles, ils engagent des négociations pour louer le Coliseum de Los Angeles. Une des conditions préalables pour obtenir le bail était que la franchise intègre au moins un Afro-Américain. Les Rams acceptent cette condition,,, et recrutent d'une part le running back Kenny Washington le 21 mars 1946,, et d'autre part l'offensive end Woody Strode le 7 mai 1946 afin de commencer la saison avec deux joueurs afro-américains. Ces deux signatures provoquent un tollé au sein des propriétaires des autres franchises, mais finalement la ligue accepte ces engagements annonciateurs de la fin de la ségrégation raciale au sein de la NFL. 
Les Rams sont la première équipe NFL à jouer à Los Angeles (les Buccaneers de Los Angeles de 1926 étaient seulement une équipe jouant en déplacement), mais elle n'est pas la seule équipe professionnelle de football à jouer ses matchs à domicile au Colisée entre 1946 et 1949 puisqu'une ligue concurrente de la NFL, la All-America Football Conference y a fait jouer les Dons de Los Angeles. Reeves qui pensait que Los Angeles était prête à posséder une équipe de football professionnel constate ainsi l'apparition d'une équipe concurrente. Reeves constate qu'il avait raison puisque le stade est comble (90 000 fans) pour le premier match de pré-saison joué contre les Redskins de Washington. L'équipe affiche un bilan de 6-4-1 lors de sa première saison à Los Angeles et termine deuxième de leur division derrière les Bears de Chicago. À la fin de la saison, l'entraîneur principal Walsh est viré. Le Colisée accueille les Rams pendant plus de 30 ans. En 1948, le running back Fred Gehrke peint des cornes sur les casques des Rams, premier emblème moderne apposé sur un casque de football américain professionnel. Fin 1949, les Dons fusionnent avec les Rams, la All-America Football Conference ayant cessé ses activités.

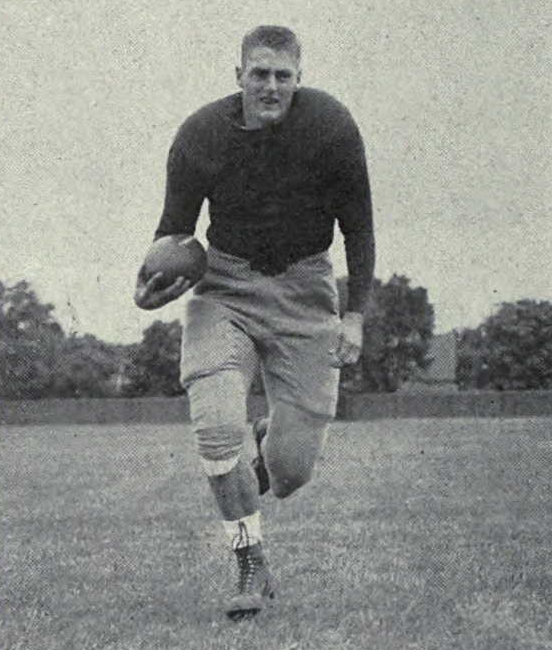
Elroy Hirsch a passé 9 saisons avec les Rams de Los Angeles de 1949 à 1957.

La première période de domination des Rams en Californie du Sud survient entre 1949 et 1955, avant l'instauration du Super Bowl. Ils disputent à quatre reprises la finale du championnat NFL qu'ils remportent en 1951. Durant cette période, ils possédaient la meilleure attaque de la NFL, malgré le changement de quarterback, Bob Waterfield ayant été remplacé par Norm Van Brocklin en 1951. Les meilleurs joueurs offensifs de cette période étaient le wide receiver Elroy Hirsch, et les quarterbacks Van Brocklin et Waterfield. Associé avec son compatriote Hall of Famer Tom Fears, Hirsch crée le style des Rams. Durant la saison 1951, il gagne 1 495 yards et inscrit 17 touchdowns. La popularité de cette attaque a permis aux Rams de Los Angeles de devenir la première équipe professionnelle de football américain à voir tous ses matchs retransmis par la télévision en 1950.

## Rams de Los Angeles (depuis 2016)

### 2016
Le 12 janvier 2016, la NFL officialise le déménagement de la franchise à Los Angeles, celle-ci ayant été approuvée par la majorité des propriétaires de franchises NFL. Cet événement marque le retour de la franchise dans cette ville, 21 ans après avoir déménagé vers Saint-Louis. Elle évolue temporairement au Los Angeles Memorial Coliseum en attente de l'inauguration de leur futur stade, le Los Angeles Stadium at Hollywood Park situé à Inglewood dans le comté de Los Angeles.

### 2017
Les Rams sélectionnent le quarterback Jared Goff en premier choix global lors de la draft 2016. En 2017, ils engagent l'entraîneur principal Sean McVay lequel devient le plus jeune entraîneur principal de l'histoire de la NFL. Sous sa direction, Jared Goff et le running back Todd Gurley se montrent très performants, l'équipe obtenant une première saison avec un bilan positif depuis 2003.